# Саки (місто)
Са́ки (Сак, крим. Saq) — місто в Україні у складі Євпаторійського району Автономної Республіки Крим, колишній адміністративний центр Сакського району. Розташоване в північно-західній частині Кримського півострова, на березі Каламітської затоки Чорного моря і Сакського озера за 50 км від Сімферополя (автошлях Р25) і за 18 км від Євпаторії.
У 1979 році населений пункт Саки був віднесений до категорії міст обласного підпорядкування, а в 1997 року йому був наданий статус міста-курорту України.

## Історія
Історики поки не можуть дати точної відповіді на питання про те, коли вперше з'явилося поселення на місці нинішнього міста Саки. У часи Кримського ханства Саки представляли собою невелике село, що входило у володіння знатного кримського роду Мансур.
Походження назви можливо від назви племен саків, що проживали в цих місцях у давні часи, але ймовірніше від кримськотатарського saq — стебло або saqa — бочка для води.
У роки Кримської війни недалеко від Сак, між озерами Сакським і Кизил-Яр, висадилася величезна армія військ коаліції, та сама, що тримала багато місяців в облозі Севастополь. А на початку лютого 1855 тут зосереджувалися війська генерала С. А. Хрульова перед штурмом укріплень ворога в Євпаторії. Під час обстрілу противником селище Саки було зруйновано.
За даними на 1864 рік у казенному російському, грецькому, татарському селі Євпаторійського повіту Таврійської губернії мешкало 403 особи (227 чоловіків та 176 жінок), налічувалось 59 дворових господарства, існувала православна церква, 2 мечеті, поштова станція, мінеральні грязі й грязелікувальний заклад.
Станом на 1886 рік у селі, центрі Сакської волості, мешкало 155 осіб, налічувалось 32 дворових господарства, існували православна церква, мечеть, лікарня, казенна станція, земська станція, етапне приміщення, 4 лавки, 2 пекарні, соляний промисел.
За переписом 1897 року кількість мешканців зросла до 1228 осіб (668 чоловічої статі та 560 — жіночої), з яких 963 — православної віри, 236 — магометанської.
1921 року місто увійшло до складу Кримської АРСР. В ході Другої світової війни 29 жовтня 1941 місто було зайнято німецькими військами. Відвойовано радянською армією 13 квітня 1944.
1954 року у складі Кримської області передане до Української РСР. З 1991 року — у складі незалежної України.
У березні 2014 року в результаті анексії Криму місто опинилось під контролем Росії.
9 серпня 2022 року біля міста лунали вибухи. Вибухнули російські боєприпаси.

## Природні ресурси

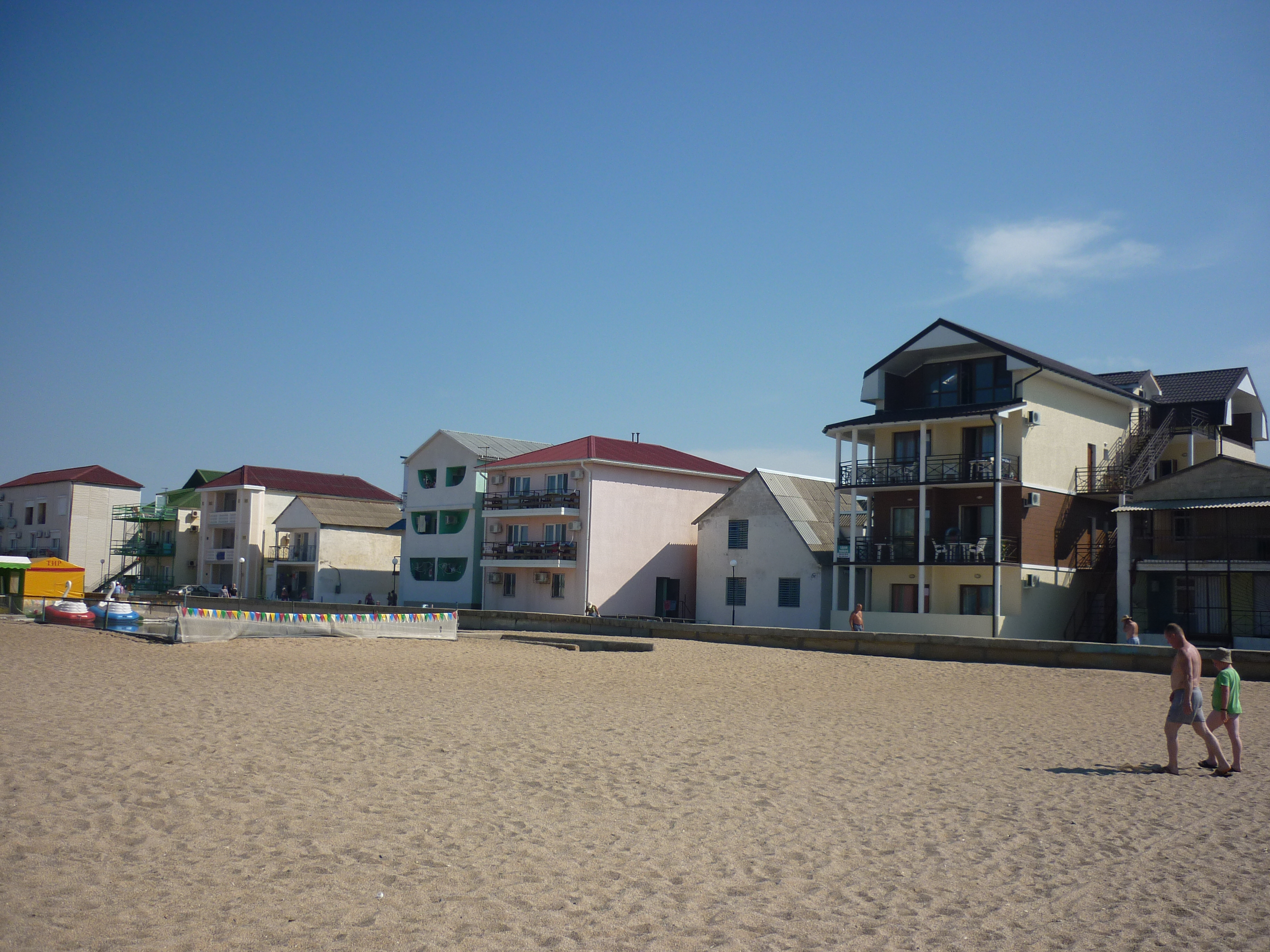
База відпочинку «Прибой»

Саки — старий курорт Криму. Розвивається на базі власних унікальних, природних лікувальних ресурсів: Сакського солоного озера з лікувальними грязями і ропою, термальних мінеральних вод і морського узбережжя з піщаними пляжами.
Курорт є бальнеогрязелікувальним і призначений для лікування хворих із захворюваннями опорно-рухового апарату, з пошкодженнями і захворюваннями хребта і спинного мозку, периферичної нервової системи, гінекологічними захворюваннями і захворюваннями органів травлення.
У складі курорту:
- 7 цілорічних санаторіїв місткістю понад 3500 чоловік, з власною лікувальною базою та специфічним профілем:
  - Сакський центральній військовий клінічний санаторій імені Н. І. Пирогова
  - Санаторій імені академіка М. Н. Бурденка
  - Санаторій «Саки»
  - Санаторій «Сакрополь»
  - Санаторій «Полтава-Крим»
  - Санаторій «Північне сяйво»
  - Санаторій «Юрмино»
- 4 літні пансіонати і кемпінги, місткістю близько 3 тис. місць:
  - Пансіонат «Танжер»
  - Пансіонат «Сонячний берег»
- 3 дитячих літніх оздоровчих центри для відпочинку на 1 тис. дітей;
- Загальнодоступний дендропарк площею 30 га, створений понад 100 років тому;
- Бювет мінеральної води.
- База відпочинку «Прибой»

Вперше про те, що сакська земля «зцілює всякі рани» писали ще давньоримський письменник і вчений Гай Пліній Секунд (I століття) і грецький географ Клавдій Птолемей (II століття).
У 1837 році у Саках було відкрите відділення Сімферопольського військового шпиталю, надалі перетворене на самостійну здравницю. На Міжнародній виставці гігієни в Дрездені 1911 року Сакська грязелікарня одержала почесний диплом. Властивості сакської грязі вивчали академіки Олександр Ферсман та Микола Бурденко, професор Н. Головкинський.
Протяжність морського узбережжя у межах міста — 6 км. Кількість сонячних днів на рік — 260.

## Економіка
У місті знаходиться один з найбільших в Криму хімічний завод, який спеціалізується на випуску перманганату калію, метилу бромистого, персолі і кухонної солі. Зараз[коли?] не працює. На базі мінеральних джерел працює завод по випуску мінеральної води. У 1990 році завод розливав 40,9 млн пляшок, в 1994 — 16,7 млн пляшок. Місцева переробна промисловість представлена молокоцехом Євпаторійського міськмолокозаводу та комбінатом хлібопечення.
У місті був заснований і одержав свій розвиток НДІ прикладної хімії з науковою, конструкторською і експериментальною промисловою базою по розробці технології йодобромної промисловості і марганцевих з'єднань.
Через місто проходять транспортні магістралі: республіканська автодорога з міжміським автовокзалом, електрифікована залізниця. Протяжність міських доріг — 62 км. У місті є 6 автобусних маршрутів.

## Населення
Розподіл населення за віком та статтю (2001)
| Стать | Всього | До 15 років | 15-24 | 25-44 | 45-64 | 65-85 | Понад 85 |
| --- | ------ | ----------- | ----- | ----- | ----- | ----- | -------- |
| Чоловіки | 12 655 | 2285        | 2009  | 3770  | 3277  | 1270  | 44       |
| Жінки | 15 867 | 2221        | 1926  | 4396  | 4564  | 2564  | 196      |
| \| Статево-вікова піраміда \| Статево-вікова піраміда \| Статево-вікова піраміда \| \| ----------------------- \| ----------------------- \| ----------------------- \| \| Чоловіки \| Вік \| Жінки \| \| 44 \| 85 + \| 196 \| \| 91 \| 80-84 \| 286 \| \| 213 \| 75-79 \| 669 \| \| 486 \| 70-74 \| 875 \| \| 480 \| 65-69 \| 734 \| \| 874 \| 60-64 \| 1350 \| \| 524 \| 55-59 \| 748 \| \| 864 \| 50-54 \| 1215 \| \| 1015 \| 45-49 \| 1251 \| \| 1055 \| 40-44 \| 1266 \| \| 911 \| 35-39 \| 1077 \| \| 889 \| 30-34 \| 1004 \| \| 915 \| 25-29 \| 1049 \| \| 876 \| 20-24 \| 902 \| \| 1133 \| 15-20 \| 1024 \| \| 999 \| 10-14 \| 1011 \| \| 744 \| 5-9 \| 672 \| \| 542 \| 0-4 \| 538 \| |        |             |       |       |       |       |          |
| Статево-вікова піраміда |        |             |       |       |       |       |          |
| Чоловіки | Вік    | Жінки       |       |       |       |       |          |
| 44 | 85 +   | 196         |       |       |       |       |          |
| 91 | 80-84  | 286         |       |       |       |       |          |
| 213 | 75-79  | 669         |       |       |       |       |          |
| 486 | 70-74  | 875         |       |       |       |       |          |
| 480 | 65-69  | 734         |       |       |       |       |          |
| 874 | 60-64  | 1350        |       |       |       |       |          |
| 524 | 55-59  | 748         |       |       |       |       |          |
| 864 | 50-54  | 1215        |       |       |       |       |          |
| 1015 | 45-49  | 1251        |       |       |       |       |          |
| 1055 | 40-44  | 1266        |       |       |       |       |          |
| 911 | 35-39  | 1077        |       |       |       |       |          |
| 889 | 30-34  | 1004        |       |       |       |       |          |
| 915 | 25-29  | 1049        |       |       |       |       |          |
| 876 | 20-24  | 902         |       |       |       |       |          |
| 1133 | 15-20  | 1024        |       |       |       |       |          |
| 999 | 10-14  | 1011        |       |       |       |       |          |
| 744 | 5-9    | 672         |       |       |       |       |          |
| 542 | 0-4    | 538         |       |       |       |       |          |

Населення — 24,2 тис. осіб (2011).

### Національний склад
Національна структура Сакської міськради за переписом 2001 р.:
|                 | чисельність | частка, % |
| росіяни         | 18 573      | 65,1      |
| українці        | 6 938       | 24,3      |
| кримські татари | 1 646       | 5,8       |
| білоруси        | 527         | 1,8       |
| вірмени         | 130         | 0,5       |
| татари          | 118         | 0,4       |
| євреї           | 68          | 0,2       |
| цигани          | 67          | 0,2       |
| поляки          | 51          | 0,2       |
| німці           | 49          | 0,2       |

### Мовний склад
Рідна мова населення за даними перепису 2001 року:
| Мова              | Чисельність, осіб | Доля    |
| ----------------- | ----------------- | ------- |
| Російська         | 24 032            | 84,26 % |
| Українська        | 2 530             | 8,87 %  |
| Кримськотатарська | 1 530             | 5,36 %  |
| Вірменська        | 102               | 0,36 %  |
| Білоруська        | 77                | 0,27 %  |
| Ромська           | 52                | 0,18 %  |
| Румунська         | 19                | 0,07 %  |
| Інші/Не вказали   | 180               | 0,63 %  |
| Разом             | 28 522            | 100 %   |

## Соціальна сфера

### Культура
Заклади культури Сак — 2 будинки культури, кінотеатр, 8 бібліотек, дитяча музична школа, дитячий центр дозвілля, 3 клуби в здравницях. Значний культурний осередок міста — Сакський історико-краєзнавчий музей, історія створення якого сягає 1908 року, коли вперше зацікавились дослідженням і матеріально-документальною фіксацією Сакського грязелікувального курорту. Нині у 4 виставкових залах музею висвітлено не лише становлення курорту, а й окремі стенди розповідають про лікування в Саках відомих осіб, чимала частина музейної експозиції присвячена природі Сакського району.

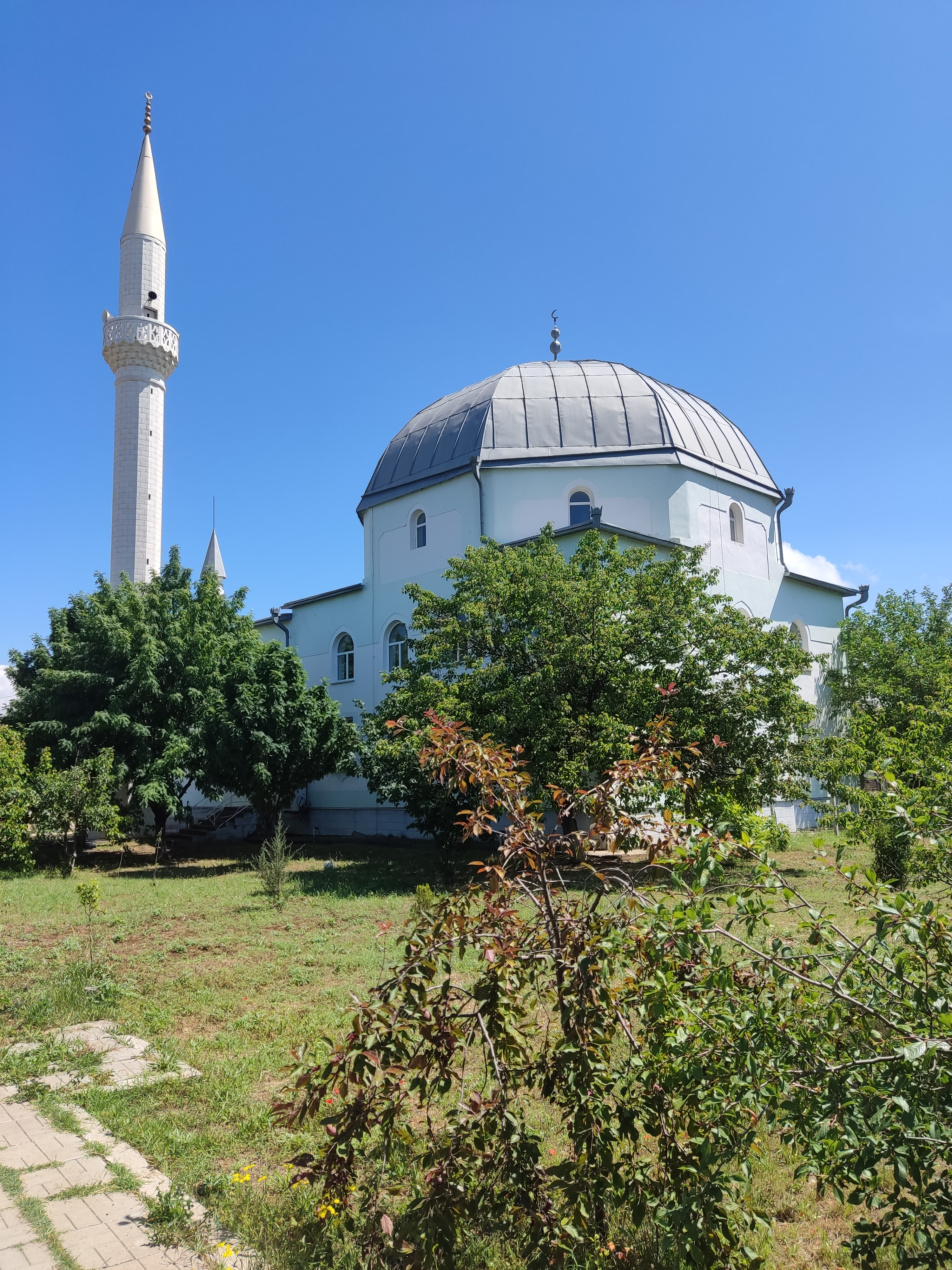
Яни-Джамі

Культурне життя міста представлене також багатьма чудовими колективами і ансамблями. Серед них: 3 фольклорні танцювальні колективи, 2 народні хорові колективи, фольклорні сімейні вокальні ансамблі. У концерті, що проводився в Києві, присвяченому 50-річчю Перемоги, Саки були представлені ансамблем «Мевзу». Учасники народних колективів давали концерти в Німеччині, Франції та Польщі.
У Саках є мечеть Яни-Джамі.

### Спорт

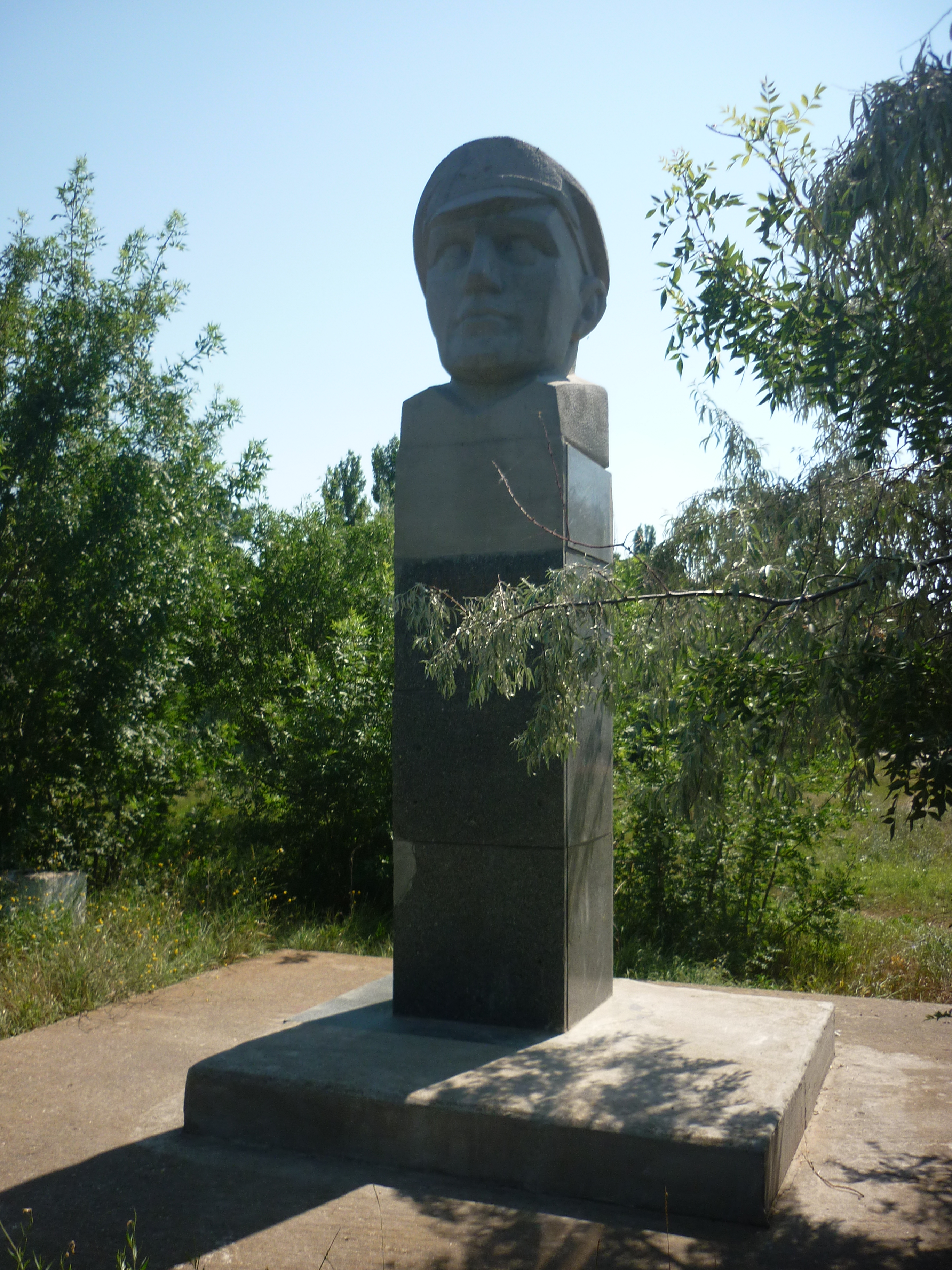
Пам'ятник Лабренцису

У системі державної освіти діє дитяча спортивна школа, де займається близько 1,5 тис. дітей. У дитячому спорті розвиваються футбол, фехтування, легка атлетика, вітрильний спорт, настільний теніс, східні єдиноборства, шахи, спортивні і бальні танці.
Учасником 4 Олімпіад (1996–2008) і чемпіоном світу 2006 року є серфінгист Максим Оберемко, який жив у Саках. Команда міста з настільного тенісу брала участь у Чемпіонаті Європи 1996 року. Успішно виступають в міжнародних змаганнях команди східних єдиноборств, фехтування, спортивних і бальних танців.
Місто має професійну футбольну команду «Динамо». У місті є стадіон з футбольним полем і біговими доріжками з гумовим покриттям, волейбольні майданчики, тенісні корти. У місті знаходиться Республіканський центр інвалідів спорту. Саки були організатором перших Всесоюзних спартакіад інвалідів.

### Освіта
У місті функціонує 6 загальноосвітніх шкіл, гімназія, професійно-технічне училище.

### Охорона здоров'я

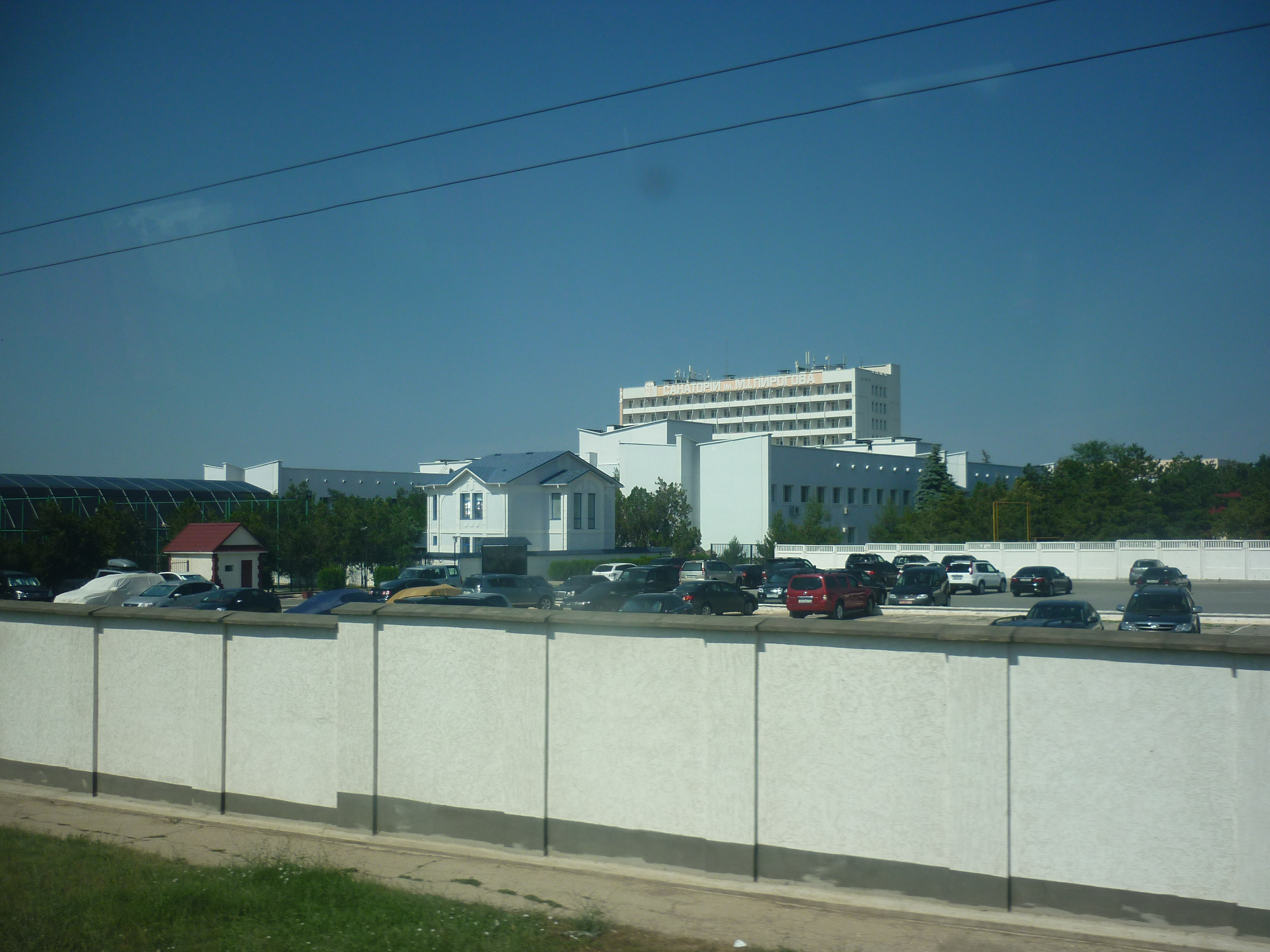
Військовий санаторій ім. М. І. Пирогова

Є регіональний лікарняний центр, поліклініка, шпиталь фізіотерапевтичного лікування, територіальний центр допомоги людям похилого віку.

### Пам'ятники
У Саках існує також курортний дендропарк площею 30 га, створений понад 100 років тому. Він є парком-пам'ятником садово-паркового мистецтва місцевого значення. З архітектурних пам'ятників слід виділити будівлю міського музею. В місті встановлено пам'ятник Фріцису Лабренцису.

### Військова справа
Поблизу міста на аеродромі «Саки» розміщений унікальний навчально-тренувальний комплекс морської авіації «НИТКА», що не має аналогів на пострадянському просторі і у Східній Європі.

## Відомі особистості
В місті народився:
- Алексапольський Святослав Миколайович (1989—2022) — молодший сержант Збройних Сил України, учасник російсько-української війни, що загинув під час російського вторгнення в Україну, Герой України, удостоєний орденом «Золота Зірка» (2023, посмертно).
- Костянтин Темляк — український театральний та кіноактор.
- Умер Волков — український військовий, загинув 6 березня 2022 року, обороняючи позиції біля міста Гуляйполя Запорізької області.[10]
- Степанов Федір Федорович (1913—1986) — радянський військовий льотчик.

## Міста-побратими
- Гомель, Білорусь[11]
- Щигри, Росія
- Вельс (місто), Австрія[11]
- Долина, Україна

## Додаткові джерела
- стаття Саки — Інформаційно-пізнавальний портал | Кримська область у складі УРСР (На основі матеріалів енциклопедичного видання про історію міст та сіл України, том — Історія міст і сіл Української РСР. Кримська область. — К.: Головна редакція УРЕ АН УРСР, 1970. — 992 с.)